# Mie goreng
Le mie goreng (en indonésien, mie goreng ou mi goreng ; malais : mee goreng ou mi goreng ; les deux signifient « nouilles frites »), aussi connu sous le nom de bami goreng, est un plat indonésien à base de nouilles jaunes frites dans l'huile et accompagnées d'ail, d'oignon ou d'échalotes, de crevettes, de poulet, de porc, de bœuf ou de bakso (boulettes de viande), de piment, de chou ou de chou chinois, de tomates, de divers autres légumes et d'œufs. C'est un plat très répandu et très prisé que l'on retrouve dans quasiment tous les restaurants et les étals (warung) de l'archipel, de même que le nasi goreng.

## Origine
Ce plat est dérivé du chow mein chinois, très probablement introduit par les nombreux immigrants chinois qui se sont établis tout au long de l'histoire dans l'archipel et la péninsule malaise. On trouve un équivalent au Japon, le yakisoba. Cela dit, le mie goreng s'est profondément adapté à la culture locale, comme en témoigne l'usage du kecap manis, (sauce soja sucrée), d'échalotes, de sambal, et l'absence de porc et de lard au profit de crevettes, de poulet ou de bœuf.

## Variantes

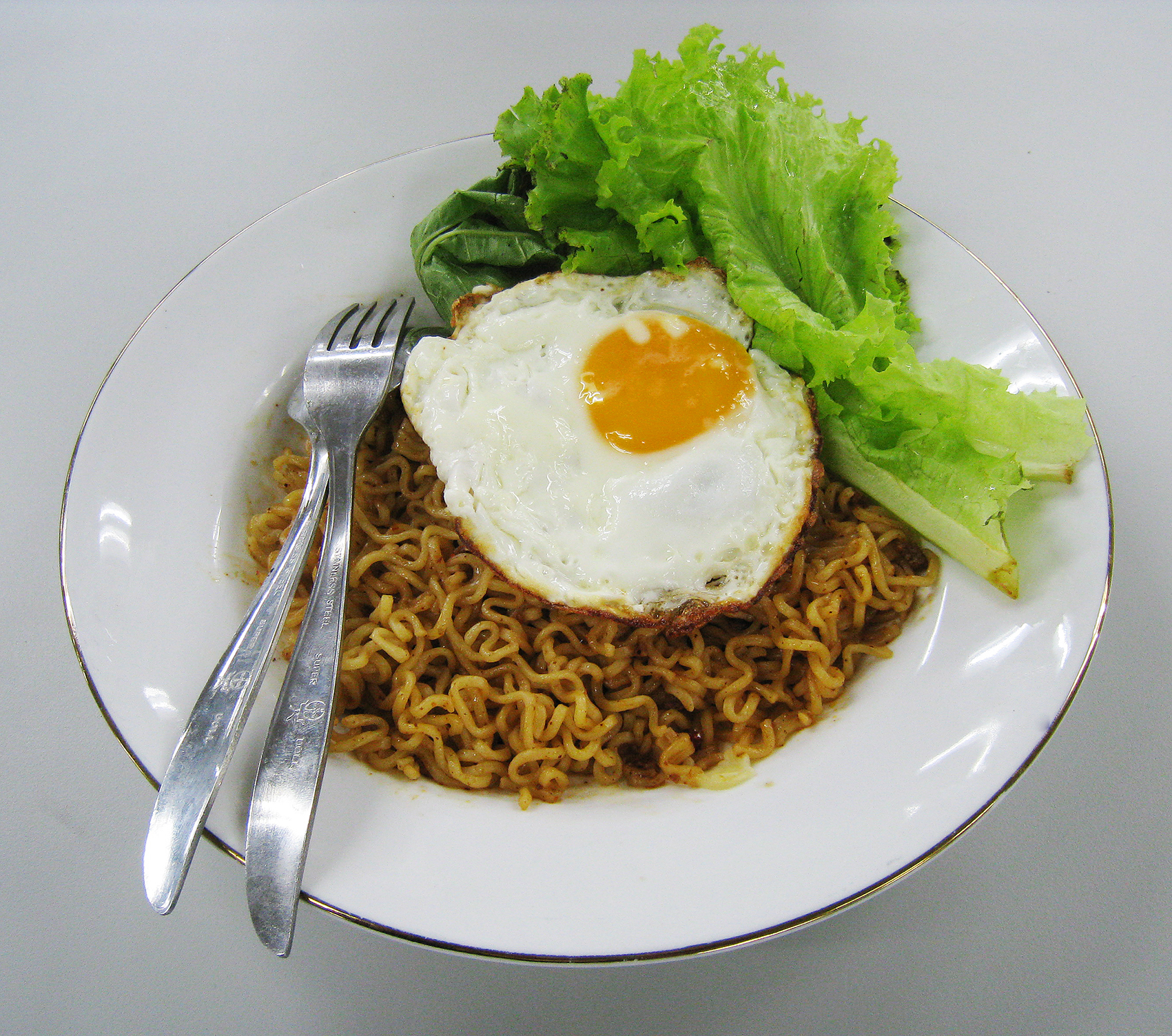
Mie goreng instantané d'Indomie.

En Indonésie, les variantes de mie goreng changent de nom en fonction de l'ingrédient principal : le plat classique emploie du poulet ; le mie goreng sapi emploie du bœuf ; le mie goreng kambing, de la chèvre ou du mouton ; le mie goreng udang, des crevettes. Il peut aussi prendre le nom du lieu de sa région, comme le mie goreng Aceh d'Aceh ; le mie goreng Jawa de Java ; le mie goreng Surabaya de Surabaya ; le chow mein est renommé mie goreng China et le yakisoba est appelé jepang.
La version instantanée du mie goreng, Indomie mi goreng, est également très populaire en Indonésie et ailleurs, bien qu'en définitive ce plat n'ait rien à voir à l'original, les ingrédients étant bouillis et non frits.

## Galerie

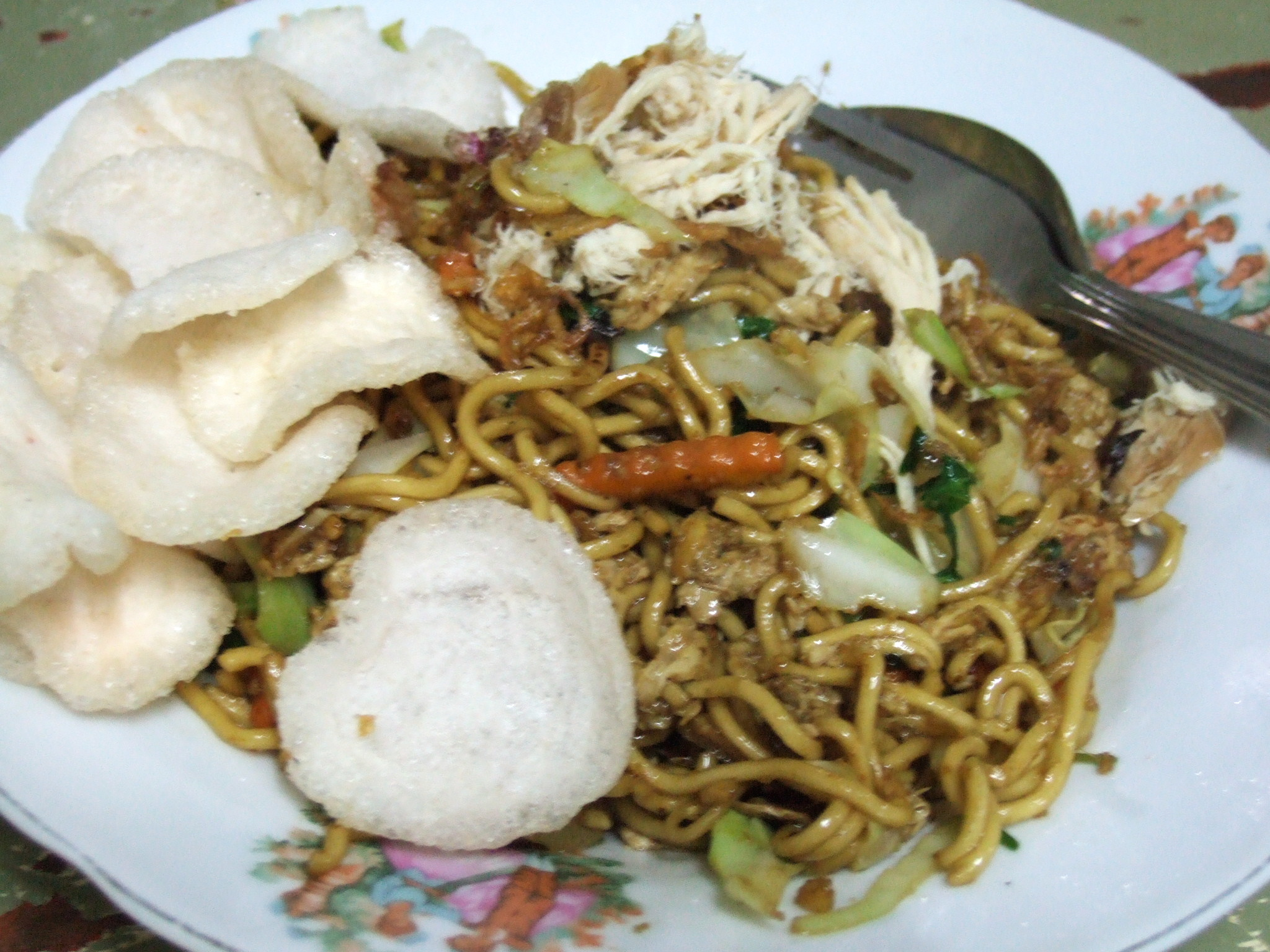
Mie goreng tek-tek vendu dans la rue.
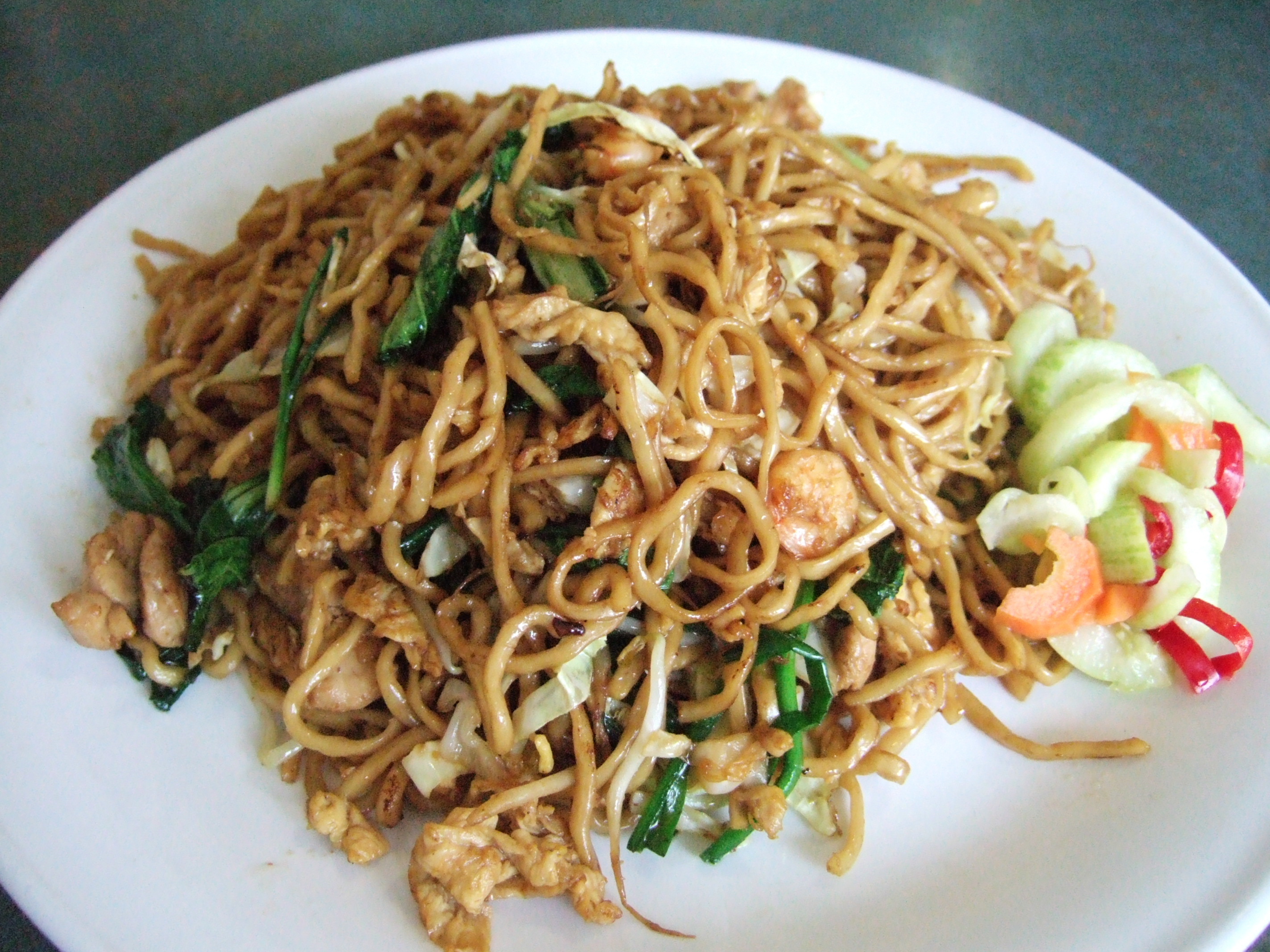
Mie goreng avec du poulet et des crevettes à Jakarta.
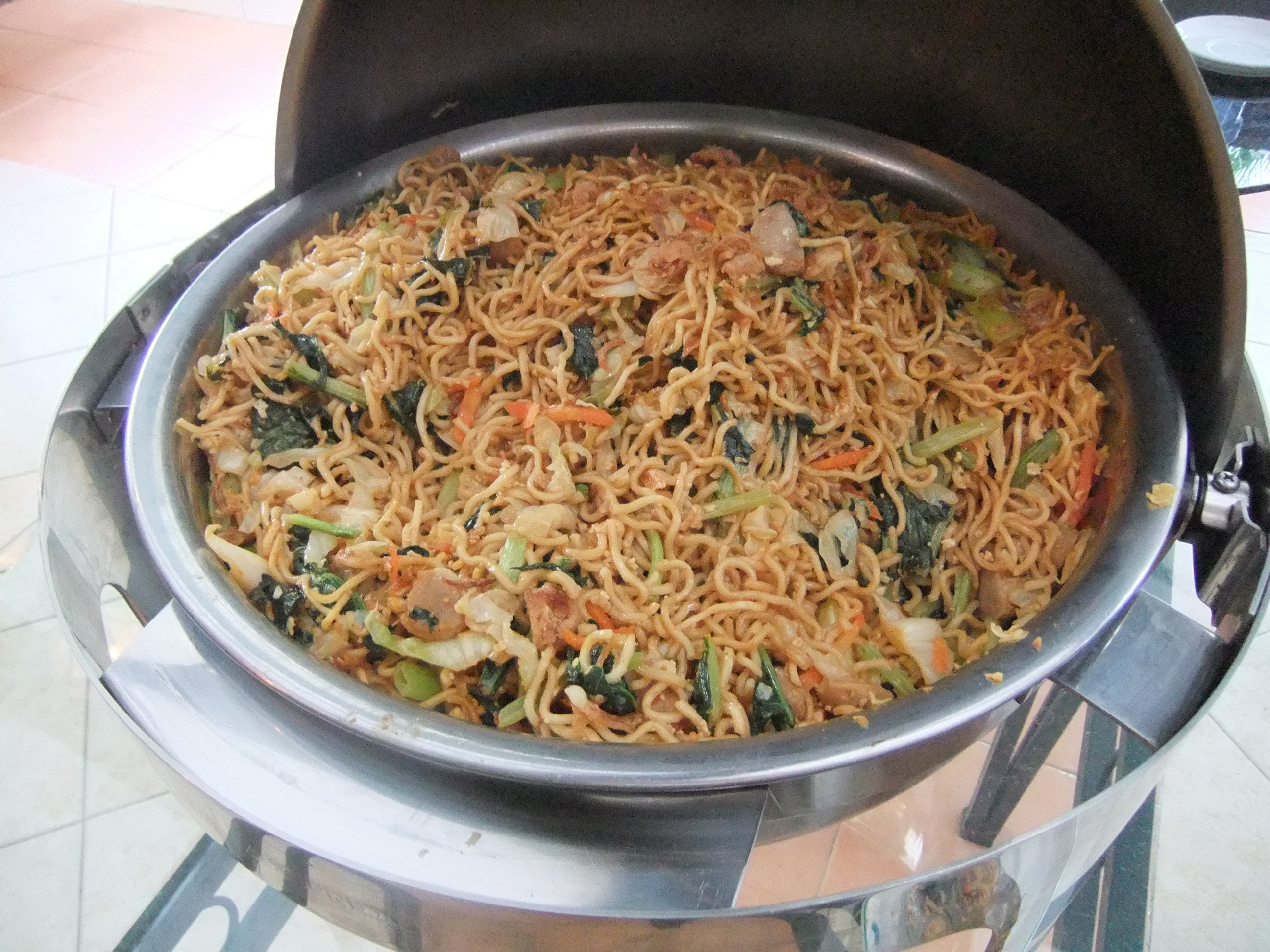
Mie goreng servi dans un hôtel sur un buffet de petit déjeuner.
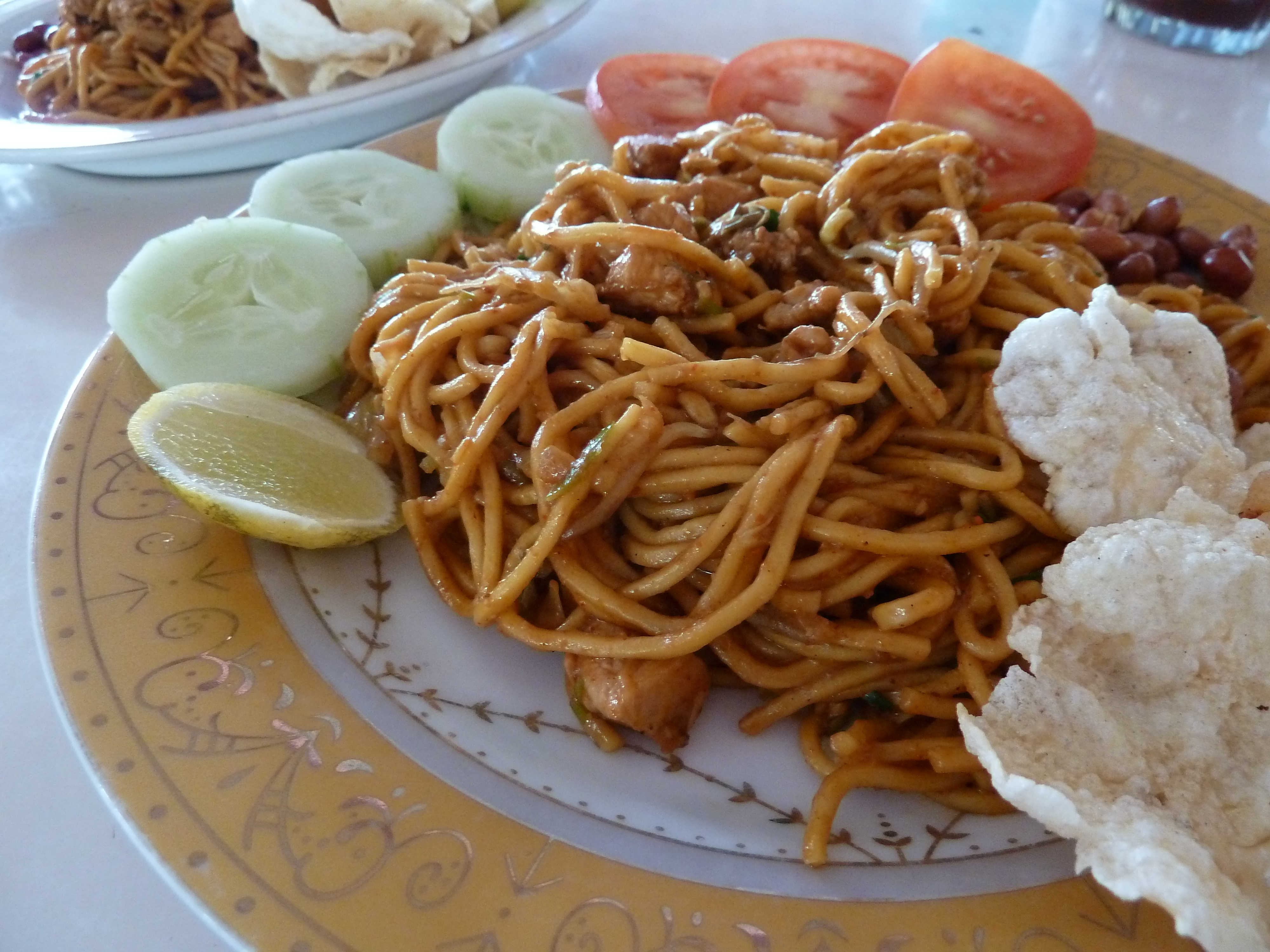
Mie goreng Aceh.
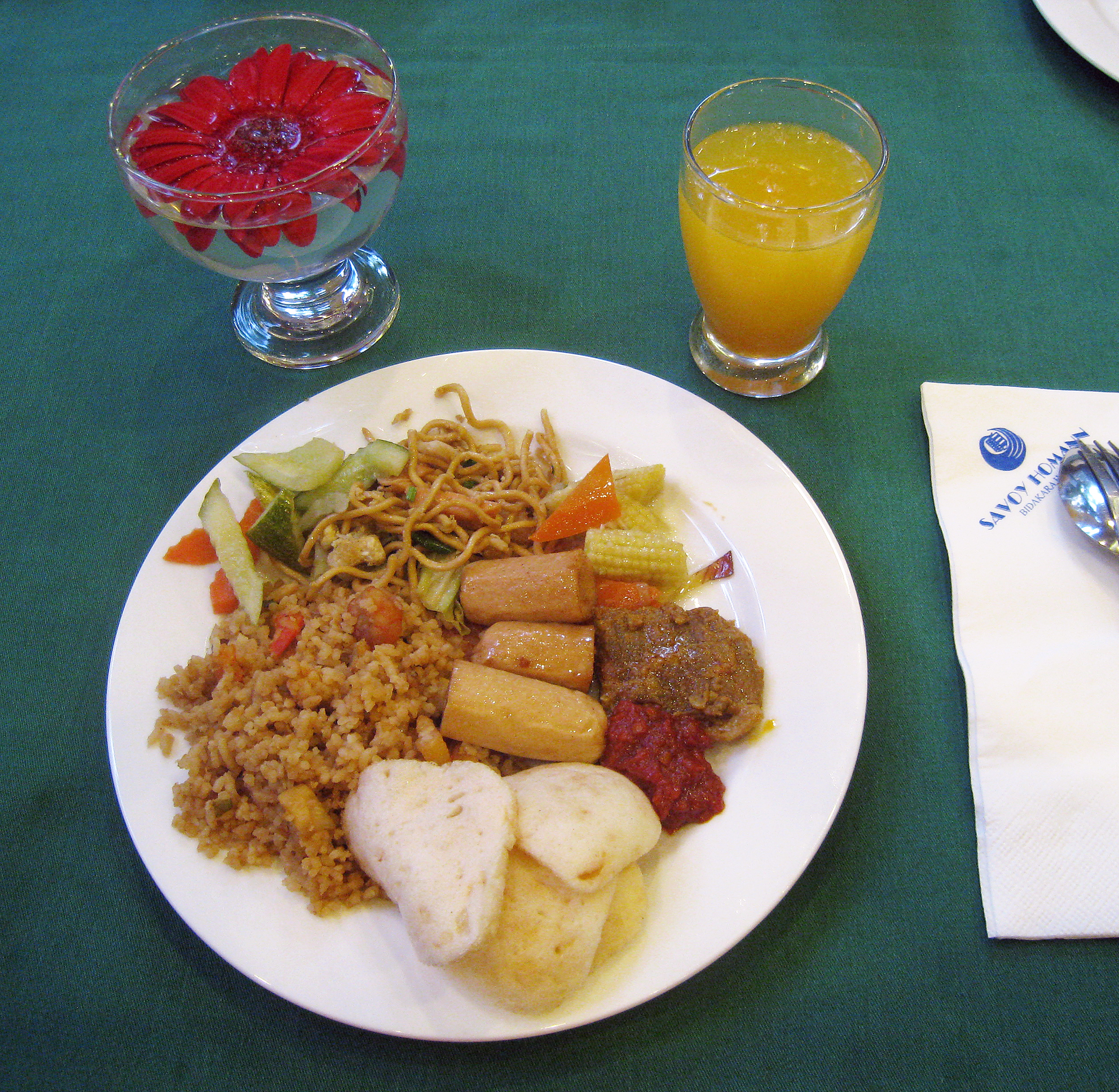
Mie goreng et nasi goreng, buffet de petit déjeuner.